# Відсікання відрізків

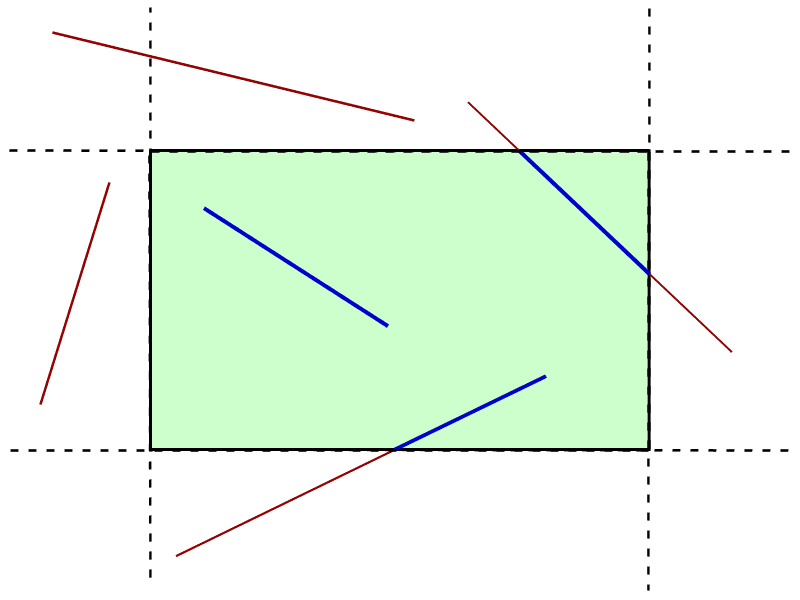

У комп'ютерній графіці, відсікання відрізків — це процес видалення відрізків або частин відрізків за межами оброблюваної ділянки. Як правило, будь-який відрізок або його частина, розташована за межами зони огляду, видаляється.
Є два загальних алгоритми для відсікання відрізків: Коена — Сазерленда і Ляна — Барського.
Метод відсікання відрізка складається з різних частин. Спочатку перевіряється, чи дана частина відрізка потрапляє в область видимості. Потім розраховуються перетини з однією (або декількома) межами відсікання.
Міститься частина відрізка всередині чи за межами області відсікання, визначається опрацюванням кінців відрізка перетину.

## Алгоритм Коена— Сазерленда
Алгоритм Коена — Сазерленда (названий на честь Дена Коена і Айвена Сазерленда) — це алгоритм відсікання відрізка. Алгоритм ділить двовимірний простір на 9 ділянок, з яких тільки середня ділянка (вікно перегляду) є видимою.
1967 року робота Дена Коена з моделювання польоту привела до розвитку алгоритмів відсікання відрізків для дво- і тривимірної комп'ютерної графіки, створених з Айваном Сазерлендом.

## Алгоритм Ляна— Барського
Алгоритм Ляна — Барського використовує параметричне рівняння відрізків і нерівності, що описують діапазон області відсікання для визначення перетину між відрізком і областю відсікання. За допомогою цих перетинів визначається, яку частину відрізка слід намалювати. Цей алгоритм є значно ефективнішим, ніж алгоритм Коена — Сазерленда, але другий швидше виконує тривіальні прийняття і відкидння, тому його варто використовувати тоді, коли більшість відрізків слід повністю вилучити.

## Кірус— Бек
Дуже схожий на алгоритм відсікання відрізків Ляна — Барського. Різниця полягає в тому, що алгоритм Ляна — Барського є спрощеним різновидом алгоритму Кіруса — Бека, оптимізованим для прямокутного вікна відсікання.
Алгоритм Кіруса — Бека зі складністю O(N), в першу чергу призначений для відсікання відрізків у параметричній формі відносно опуклого многокутника в 2-х вимірах або відносно опуклого многогранника в 3-х вимірах.

## Алгоритм Нікола— Лі— Нікола
Алгоритм Нікола — Лі — Нікола — це алгоритмом швидкого відсікання відрізків, що зменшує ймовірність відсікання одної частини відрізка кілька разів, як це може статися в алгоритмі Коена — Сазерленда. Вікно відсікання розділене на безліч різних областей, в залежності від положення початкової точки відрізка, яку потрібно відсікти.

## АлгоритмO(lgN)
Цей алгоритм класифікує вершини за прямою, заданою в неявному вигляді р: ах + by + с = 0. Оскільки многокутник вважається опуклим і вершини впорядковано за годинниковою стрілкою або проти годинникової стрілки, то можна застосувати двійковий пошук, що приводить до часової складності O(lg N).

## Швидке відсікання
Цей алгоритм схожий з алгоритмом Коена — Сазерленда. Розташування початку і кінця класифікуються за тим, у якій із 9 частин площини вони лежать. Оператор-перемикач спрямовує їх до відповідних обробників. На противагу, алгоритм Коена —Сазерленда, один і той самий випадок може оброблятися кілька разів.

## Алгоритм Скали
Цей алгоритм заснований на однорідних координатах і двоїстості. Його можна використати для відсікання прямої або відрізків прямокутним вікном або опуклим многокутником. Алгоритм заснований на класифікації вершини вікна відсікання відносно півплощини, заданої прямою р: Ax + By + С = 0. Результат класифікації визначає ребра, які перетинає пряма р. Алгоритм простий, легко реалізується і розширюється на опуклі вікна. Пряму або відрізок р можна обчислити за точками x1, x2, заданих однорідними координатами безпосередньо, за допомогою векторного добутку:
p = x1 x x2 = [x1,y1,w1] x [x2,y2,w2] або
p = x1 x x2 = [x1,y1,1] x [x2,y2,1]